# All Boys
Club Atlético All Boys (eller bare All Boys) er en argentinsk fodboldklub fra Buenos Aires-forstaden Floresta. Klubben spiller i landets bedste liga, Primera División de Argentina, og har hjemmebane på stadionet Islas Malvinas Stadium. Klubben blev grundlagt den 15. marts 1913, og har endnu aldrig formået at vinde det argentinske mesterskab.
All Boys' største rivaler er et andet Buenos Aires-hold, Argentinos Juniors, derbyet indtræffer dog ikke hvert år, idet de to hold ofte spiller i forskellige divisioner.

## Kendte spillere
- Sergio Batista (1997-1999)
- Juan Barbas (1994-1997)
- Carlos Barisio (1976-1978)
- Gustavo Bartelt (1993-1997 / 2008-)
- Néstor Fabbri (2004-2005)
- Martín Andrés Romagnoli (1994-1998)
- Carlos Tévez (Ungdomsspiller)
- Ariel Silvio Zárate (2007-)
- Jonathan Calleri (2013-2014)

## Danske spillere
- Ingen